# Ny smart hatt
«Ny smart hatt» —en español: «Nuevo sombrero inteligente»— es una canción compuesta por Andreas Berg, publicada en 1960 e interpretada en noruego por Inger Jacobsen. Participó en la primera edición del Melodi Grand Prix.

## Festival de Eurovisión

### Melodi Grand Prix 1960
Esta canción participó en el Melodi Grand Prix, celebrado en dos ocasiones ese año —la semifinal en el 2 de febrero y la final, presentada por Erik Diesen y Odd Gythe, el 20 de febrero—. La canción fue interpretada en octavo lugar el día de la semifinal por Inger Jacobsen, precedida por Jens Book-Jenssen con «Det blir sol hvor vi seiler» y seguida por ella misma con «Voi Voi». Finalmente, quedó en segundo puesto de 11, con 35 puntos y pasando así a la final.
El día de la final, la canción fue interpretada en primer lugar por Torhild Lindal, seguida por Egil Ellingsen con «Lille Lilli-Ann fra Lillesand», finalizando en un segundo puesto de 6 con 79 puntos.